# Visita de Isabel II a Almería en 1862
La soberana Isabel II de España visitó la ciudad de Almería en 1862 con motivo de su viaje por Andalucía y Murcia. Fue la primera vez que unos monarcas españoles visitaban Almería desde la toma de la ciudad por los Reyes Católicos. La comitiva estaba compuesta por más de ochenta miembros: ministros, militares, mayordomos, confesores, médicos, cronistas, fotógrafos, cocineros y el secretario Miguel Tenorio. Junto a la reina también iba su esposo, Francisco de Asís, y sus dos hijos, el príncipe Alfonso y la infanta Isabel.
La comitiva real llegó por mar desde Málaga en once buques de guerra, atracando el 20 de octubre por la mañana. Desembarcaron en un muelle construido especialmente para la ocasión. Algunos ciudadanos habían preparado bailes para presentarlos ante la reina, que denegó esta petición con la excusa de que hacía mucho calor para bailar. Tras llegar al Puerto, el séquito se dirigió a la Catedral en una carreta tirada por seis caballos. En el edificio religioso se celebró también la recepción de alcaldes de la provincia y diferentes diputados provinciales. Tras el almuerzo, los monarcas se dirigieron al santuario de la Virgen del Mar, donde la reina prometió un nuevo vestido y manto para la Virgen del Mar. Antes de proseguir su viaje hacia Cartagena, la última parada fue en el Hospital y Casa-cuna, donde una niña del hospicio leyó un poema solicitando la libertad de su padre.

## Consecuencias
Los almerienses engalanaron la ciudad con banderas, carruajes, etc. para dar una buena impresión a la soberana, y el Ayuntamiento se gastó más de 100.000 reales, el presupuesto de todo un año para este cometido, ya que contaban con que la reina mejoraría la vida de los almerienses, que era una de las zonas más deprimidas del país. Se habla de casi 80.000 personas que acudieron desde toda la provincia para agasajar a la reina. Sin embargo, esta ilusión inicial acabó pronto, debido a que no se realizaron ni prometieron ninguna mejoras, aparte de repartir unos pocos reales en limosnas. El recorrido por la zona meridional española pareció ser un intento de recuperar el prestigio de la reina y darse un baño de masas, más que de promesas para mejorar las vidas de los ciudadanos.